# Hayedeh : Légende d'une diva de la Perse
Pour plus de détails, voir Fiche technique et Distribution.
Hayedeh, légendaire diva de la Perse est un documentaire sorti en 2009 et réalisé par le journaliste et musicien irano-hollandais, Pejman Akbarzadeh. Il retrace la vie et la carrière de la chanteuse iranienne, Hayedeh.
Tourné en France, en Allemagne, aux Pays-Bas, au Royaume-Uni et aux États-Unis, ce documentaire d’une durée de 100 min est en VOST (persan sous–titré en anglais).

## Contenu du documentaire
Hayedeh : Légende d’une diva de la Perse évoque la carrière de la chanteuse depuis ses débuts à la radio dans les années soixante en Iran jusqu’aux années quatre-vingt-dix où elle se réfugia en Californie, avant d’y décéder. Avec en arrière-plan l’histoire tumultueuse de l’Iran, de sa Révolution islamique qui mit fin à une monarchie millénaire et de ses huit années de guerre contre l’Irak, toute une génération d'artistes doit choisir entre l'exil ou mettre un terme à sa carrière,.
Hayedeh : Légende d’une diva de la Perse est illustré par des extraits de films, de documents sonores, de photos et d’interviews exclusives de celles et ceux qui ont connu et fréquenté la chanteuse tout au long de sa carrière : le compositeur Andranik Asaturian, Mohammad Heydari (en), Anoushiravan Rohani (en), Farid Zoland (en), Sadegh Nojouki, le producteur Manouchehr Bibiyan, le chef d’orchestre Farnoush Behzad, le critique Mahmoud Khoshnam, le soliste de « tar » Parviz Rahman-Panah, et la dernière Impératrice d'Iran, Farah Diba (Pahlavi).

## Projections
Ce documentaire fut projeté pour la première fois au Centre Culturel Griffioen en association avec l’Université Vrije d’Amsterdam à l’occasion du 19e anniversaire du décès de Hayedeh.
Hayedeh : Légende d’une diva de la Perse fut projeté lors de la 3e édition du Noor Iranian Film Festival (en) à Los Angeles le 1er mai 2009. Le film a reçu l’hommage du réalisateur Hollywoodien d’origine iranienne, Reza Badiyi (Six Million Dollar Man, Mission Impossible, Bay Watch) lors d’une interview avec Homa Sarshar sur Radio 670 KIRN qui décrivit le film comme étant : « un chapitre magnifique et beau de la vie de Hayedeh ».
Hayedeh : Légende d’une diva de la Perse fut projetée au 9e Festival International de Films d’Exil de Gothenburg en Suède en Octobre 2009. À la suite du succès de la projection au Hagabion Hall, Hooman Khalatbari, un chef d’orchestre de Graz écrit dans un éditorial sur le site de BBC Persian : « Cet excellent documentaire est la plus complète rétrospective de la vie et de la carrière artistique de la chanteuse ». Il poursuit : « L’œuvre de Hayedeh restera comme une référence culturelle pour la prochaine génération d’artistes iraniens ».
En septembre 2009 l’agence de presse semi officielle de la République Islamique « Fars » invective le film de Pejman Akbarzadeh, l’accusant d’être une œuvre de propagande visant à célébrer Hayedeh, une artiste « monarchiste et corrompue » (significations connotées par le mot taghout),.
Hayedeh : Légende d’une diva de la Perse fut projeté au 4e Festival du Film iranien des Pays-Bas.

## Fiche technique
- Titre original : Hayedeh Legendary Persian Diva

- Titre français : Hayedeh, légendaire diva de la Perse
- Langue : persan
- Réalisation : Pejman Akbarzadeh
- Société de distribution : Persian Dutch Network
- Genre : documentaire
- Durée : 100 minutes
- Date de sortie : 20 janvier 2009 (Pays-Bas)